# جولي جريج
جولي جريج (بالإنجليزية: Julie Gregg)‏ هي ممثلة أمريكية، ولدت في 24 [بحاجة لمصدر]يناير 1937 في الولايات المتحدة، وتوفيت بنفس المكان في 7 نوفمبر 2016. من الجوائز التي نالتها جائزة المسرح العالمي سنة 1968.

## أعمال

### أفلام
- (1972) العراب[6][7][8]
- (1974)  الجزء الثاني[9][10][11]

## جوائز
- جائزة المسرح العالمي (1968)

## وصلات خارجية
- جولي جريج على موقع IMDb (الإنجليزية)
- جولي جريج على موقع ألو سيني (الفرنسية)
- جولي جريج على موقع أول موفي (الإنجليزية)
- جولي جريج على موقع قاعدة بيانات برودواي على الإنترنت (الإنجليزية)
- جولي جريج على موقع ديسكوغز (الإنجليزية)
- جولي جريج على موقع قاعدة بيانات الفيلم (الإنجليزية)
- جولي جريج على موقع كينوبويسك (الروسية)